# Кейль, Карл Фридрих

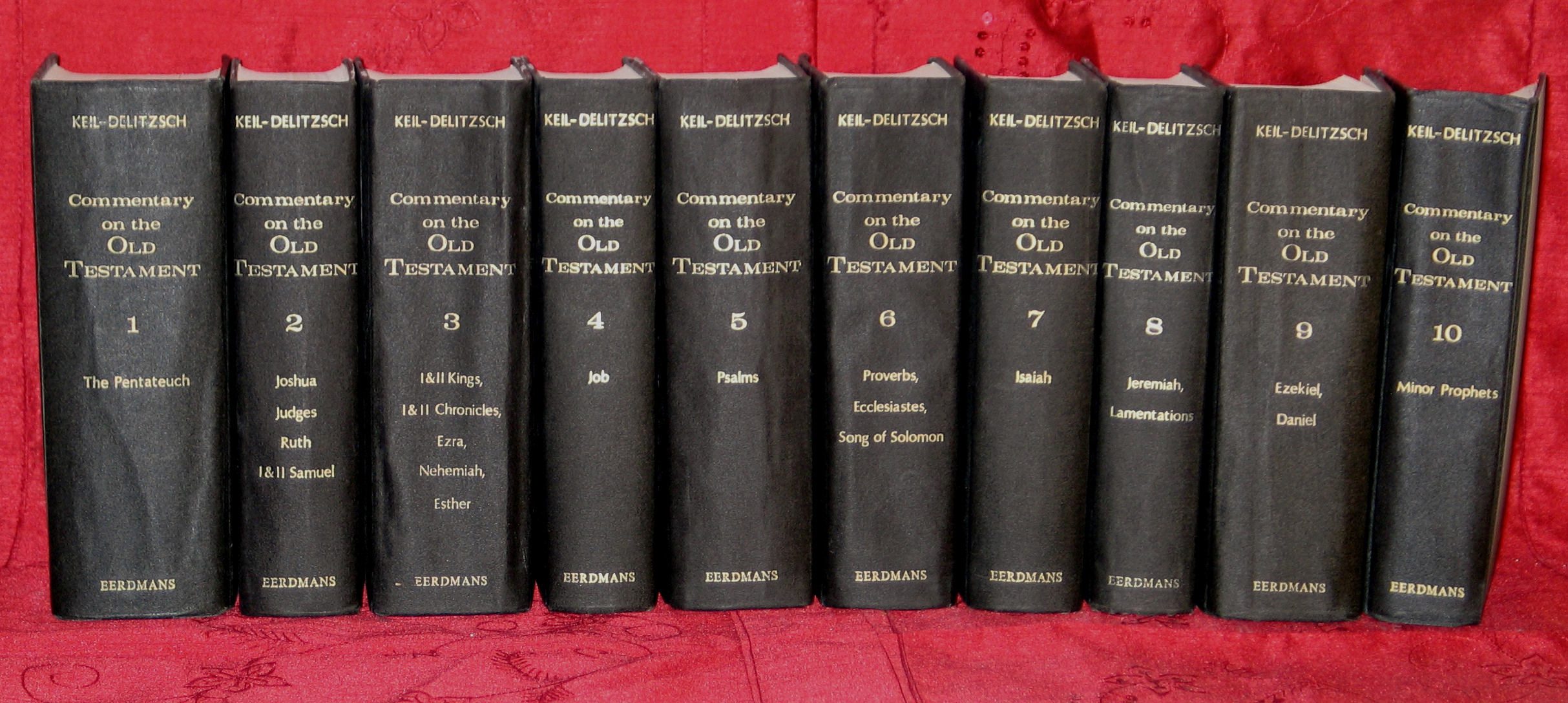
Keil-Delitzsch: Commentary on the Old Testament I—X. Grand Rapids 1975.

Карл Фридрих Кейль (нем. Carl Friedrich Keil; 1807—1888) — лютеранский богослов.

## Биография
Карл Фридрих Кейль родился 7 февраля 1807 года в городе Лаутербахе, Саксония (ныне в составе города Эльсниц).
В 1821 году приехал вместе с семьёй в город Санкт-Петербург, где поступил в известную немецкую школу Петришуле. Окончив школу в 1826 году, он поступил в Дерптский университет на факультет теологии. По окончании университета остался там же преподавать богословие. Получил степень доктора теологии и философии. Впоследствии преподавал в Университете Эрлангена, Бавария.
В своих многочисленных трудах по экзегезе Ветхого и Нового Заветов (частично опубликованы в многотомном «Biblischer Kommentar über das alte Testament», изданном в сотрудничестве с Фридрихом Деличем) Кейль придерживался направления Эрнста Вильгельма Генгстенберга.
Карл Фридрих Кейль умер 5 мая 1888 года в районе города Цвиккау, Саксония.
Среди других богословских трудов Кейля: «Der Tempel Salomos» (Дерпт, 1839); «Lehrbuch der historisch-kritischen Einleitung in die Schriften des alten Testaments» (3 изд. Франкфурт, 1873); «Handbuch der biblischen Archäologie» (2 изд. Франкфурт, 1875).

## Издания в Российской империи
Кейль, Карл Фридрих.
Руководство к библейской археологии / [Соч.] Карла Фридриха Кейля, д-ра философии и богословия, орд. проф. экзегетики и вост. яз. в... Дерпт. ун-те, чл. Нем. Вост. и Ист.-богосл. о-ва в Лейпциге; Пер. с нем. студентами Киев. духов. акад. под ред. доц. библ. археологии Акима Олесницкого. - Киев : тип. Губ. упр., 1871-[1877].